# Roque Júnior
José Vítor Roque Júnior, brazilski nogometaš in trener, * 31. avgust 1976, Santa Rita do Sapucaí, Brazilija.
V svoji nogometni karieri je igral za klube São José, Palmeiras, A.C. Milan, Leeds United F.C., A.C. Siena in Bayer Leverkusen ter za brazilsko reprezentanco. 